# Menhir de Cala Pedrosa
El menhir de Cala Pedrosa és un menhir situat a la Cala Pedrosa dins del terme de Castell d'Aro, Platja d'Aro i s'Agaró (Baix Empordà), inclòs a l'Inventari del Patrimoni Arqueològic i Paleontològic de Catalunya.
Es troba a peu del camí de ronda que va de la platja de sa Conca a s'Agaró. Es tracta d'un bloc allargat de granodiorita col·locat al peu de les escales que condueixen a la platja.
El menhir està datat d'entre el IV i el II mil·lenni aC. Originalment es trobava a la Punta de sa Conca, però va ser traslladat a la seva localització actual en època moderna. A més se li clavà una argolla per poder amarrar una barca i fou perforat verticalment per convertir-lo en un fanal.
Per accedir al lloc on es trobava emplaçat antigament, cal seguir des del seu emplaçament actual pel camí de ronda en direcció a la platja de Sa Conca. Just abans d'aquesta, en el seu extrem sud, es troba la Punta de Sa Conca.